# Pico Wandel
El pico Wandel, con 980 metros de altitud, es la mayor elevación de la isla Booth, en el archipiélago Wilhelm, ubicado frente a la costa occidental de la península Antártica.
Se encuentra todavía sin ser escalado, a pesar de varias tentativas. Damien Gildea lo llamó «uno de los objetivos más provocadores e inescalados de la península Antártica».

## Historia y toponimia
En 1898, la Expedición Antártica Belga al mando de Adrien de Gerlache de Gomery cartografió la isla y la denominó Ile Wandel, cuando previamente la Expedición Antártica Alemana de 1873-1874, bajo la dirección de Eduard Dallmann, la había denominado Booth. Finalmente, en la toponimia antártica británica la denominación de Gerlache se conservó en el nombre del pico más alto más alto de la isla. Carl F. Wandel (1843-1930) fue un hidrógrafo danés que ayudó en los preparativos de la expedición belga.

## Reclamaciones territoriales
Argentina incluye a la isla Booth en el departamento Antártida Argentina dentro de la provincia de Tierra del Fuego, Antártida e Islas del Atlántico Sur; para Chile forma parte de la comuna Antártica de la provincia Antártica Chilena dentro de la Región de Magallanes y de la Antártica Chilena; y para el Reino Unido integra el Territorio Antártico Británico. Las tres reclamaciones están sujetas a las disposiciones del Tratado Antártico.
Nomenclatura de los países reclamantes: 
- Argentina: ¿?
- Chile: ¿?
- Reino Unido: Wandel Peak[4]